# 徐森源
徐森源（1918年—1986年3月13日），廣東省蕉嶺縣人，中國共產黨員，曾任國民黨台中縣黨部書記長，戰後奉共黨之命來台潛伏，因基隆市工委案逃亡香港，曾任北京中央人民廣播電台對台灣廣播部方言組組長，1986年3月13日逝世於北京。

## 生平
徐森源，1918年生於廣東省蕉嶺縣蕉城鎮黃田村，就讀梅縣東山中學三年級時，正逢抗戰爆發，徐森源積極參與發起「全梅學生聯合會」，推動抗日救亡運動。次年畢業後加入丘念台成立的「東區服務隊」，除了教唱抗日歌曲、抗日宣傳也興辦學校，教育戰亂下的幼兒以知識及愛國教育。
「東區服務隊」是國民政府指示丘念台在廣東興辦的組織，主要就是組織群眾的工作。因此丘念台對於毛澤東組訓群眾的方式產生極大的興趣，1938年3月拜訪了延安，考察中國人民抗日軍政大學與陝北公學校。於此後「東區服務隊」吸收許多共黨骨幹幹部，幾乎成為中共東江縱隊的外圍組織。
1939年徐森源隨東區眼務隊到潮汕前線，協助政治部辦青年訓練班。1940年，台灣愛國青年鍾浩東與戀人蔣碧玉、表弟李南峰、蕭道應黃怡珍夫婦，從台灣前往中國要參加抗戰，搭船前往惠陽，在進入該區域後，他們隨即被守軍攔下並關押於當地軍營；由於只會說日語和客家話，在口語幾乎無法溝通的情況下，他們被懷疑為日本所派出的間諜，險些遭到處決。幸好，丘念台在聽聞消息後隨即現身並與之相談，才知道丘先生認識蔣碧玉的父親與蔣渭水先生，一行人重獲自由。
1942年東區服務隊在羅浮山籌辦羅浮中學，鍾浩東與徐森源協助辦學，徐森源兼羅浮中學訓導主任，鍾浩東則兼任博西補習學校主任。辦學的經驗影響日後鍾浩東興學的想法。一面從事抗日救亡宣傳工作，一面撰寫東江前線戰地通訊報導。徐森源於1943年加入中國共產黨，在福建永定、惠陽、羅浮、梅縣從事日佔區做收集情報和台僑策反工作。
由於一起工作，東區服務隊的戰友間有個不成文的約定：凡是在該隊出生的孩子，男孩起名必要有個“東”字，女孩起名則要有個“區”，以紀念東區服務隊。1944年徐森源的長子徐博東在博羅縣羅浮山沖虛觀誕生。
1946年徐森源經組織批准，前往台灣進行潛伏工作，進入基隆中學任教。不久後鍾浩東就到基隆中學擔任校長，並積極地安排林英傑、方弢、鍾國輝、陳仲豪等人到校任教。當時徐森源、林英傑、張奕明都協助刻印光明報，為地下黨提供國共內戰情勢。 
根據當時就讀基中學生回憶「光復後，我在基隆省中讀書時才開始學國語。十分諷刺的是，我在學國語時所學的第一首國語歌曲，即是如今中華人民共和國的國歌──《義勇軍進行曲》；它還是學校教官教我們唱的。」「二二八事件那年，我念初三，在學校擔任學生自治會的學術股長，負責管理自治會圖書室裡的所有圖書。自治會圖書室裡收藏的絕大多數都是『紅書』。我本來就很喜歡看書，在學校成績也算不錯，但我書看得愈多，思想便愈加左傾。」
1947年徐森源離開基隆中學前往台中擔任國民黨台中縣黨部書記長，藉此進行掩護同志的地下工作，受洪幼樵領導，1949年10，由於光明報事件爆發後，全台大搜捕，徐森源與丘念台女婿王致遠同機離台，留下妻子與三個子女在台灣撤往香港。任職於中共華東局台委會香港聯絡站，在香港調查台灣情況。
1953年2月，徐森源回到上海華東廣播電台做對台廣播宣傳工作。1954年8月，調北京中央人民廣播電台對台灣廣播部擔任方言組組長，從事對台宣傳工作30餘年。1986年3月13日，徐森源在北京逝世。